# Talmidaïsme
Onder Talmidaïsme verstaat men zowel historische als nieuwe bewegingen die aanvankelijk wellicht joods geweest zijn en Jezus onder hun vele profeten rekenden. Het moderne talmidaïsme wordt noch tot het jodendom, noch tot het christendom gerekend, maar wordt meestal als een nieuwe religieuze beweging ingedeeld.